# Ligue nationale de football professionnel (Tunisie)
Pour les articles homonymes, voir Ligue nationale de football.
La Ligue nationale de football professionnel (LNFP) rassemble les clubs tunisiens de football à statut professionnel, soit les seize clubs de la Ligue I et les 28 clubs de la Ligue II. Elle gère, sous l'autorité de la Fédération tunisienne de football, les championnats de Tunisie de Ligue I et de Ligue II.
Après le renouvellement du bureau de la Fédération tunisienne de football et la démission de certains membres de la Ligue, des élections anticipées doivent avoir lieu. Cependant, on doit d'abord modifier les règlements qui permettaient auparavant la désignation du tiers des membres, afin de parvenir à des élections totalement démocratiques.

## Président
- 1994-1998 : Abdellatif Dahmani
- 1998-2000 : Khaled Sanchou
- 2000-2002 : Mohamed Riahi
- 2002-2003 : Fethi Ben Youssef
- 2003-2004 : Taoufik Anane
- 2004-2010 : Ali Hafsi Jeddi
- 2010-2012 : Mohamed Sellami
- 2012 : Ahmed Ouerfelli (intérim)
- 2012-2016 : Mohamed Sellami[2]
- 2016-2020 : Hafidh Chembah[3]
- 2020-2024 : Mohamed Arbi[4]
- depuis 2024 : Mohammed Atallah[5]

## Compétitions
- Championnat de Tunisie de football
- Championnat de Tunisie de football de deuxième division
- Coupe de Tunisie de football
- Supercoupe de Tunisie de football
- Coupe de la Ligue tunisienne de football (1999-2007)

## Écusson

Logo ancien.
Logo actuel.